# リュック・ベッソン
リュック・ポール・モーリス・ベッソン（仏：Luc Paul Maurice Besson、1959年3月18日 - ）は、フランスの映画監督、脚本家、映画プロデューサーである。映画製作会社ヨーロッパ・コープ（EuropaCorp）社長。代表作は『レオン』である。
ベッソンは同年代にデビューしたジャン＝ジャック・ベネックス、レオス・カラックスとともに「恐るべき子供たち」（ジャン・コクトーの同名小説と映画からの命名）「BBC」と呼ばれ、ヌーヴェル・ヴァーグ以後のフランス映画界に「新しい波」をもたらした。日本でも「ニュー・フレンチ・アクション・シネマ」として紹介され、カルト的な人気を誇っている。

## 人物
幼少期から異彩を放ち、特に思春期には類いまれな独創性を発揮して周囲を驚かせた。暇つぶしに書き始めた小説は後に『フィフス・エレメント』の作品世界として活かされている。
両親はともにスキューバダイビングのインストラクターであり、ベッソン自身もダイバーとして過ごしたが、17歳のときに潜水事故に遭いスキューバダイビングができなくなった。18歳のとき故郷のパリに戻り、そこで映画の雑用的な仕事をこなして映画製作のノウハウを学んだ。その後3年間アメリカへ移住、さらにフランスに戻って自身の映画製作会社を興した。後に会社はLes Films de Dauphins（イルカ映画社）と改名し、現在に至っている。
1980年代に作曲家のエリック・セラに出会い、自身初のショートフィルムである L'Avant dernier の構成を依頼。それ以後ベッソンとセラはバンド仲間として、そして最も重要な創作上のパートナーとして数々の作品を共に手がけることになる。
『ニキータ』の主演女優アンヌ・パリローと結婚していたが、作品完成後には離婚していた。1993年1月2日に女優マイウェン・ル・ベスコと結婚し、1女をもうけたが離婚。1997年11月14日、女優のミラ・ジョヴォヴィッチと結婚したが、後に離婚。2004年8月18日に映画プロデューサーのヴィルジニー・シラとの結婚しており、現在3人の子がある。
1999年の『ジャンヌ・ダルク』以降はプロデュース業や脚本執筆を中心に活動。しかしショートフィルムに関しては演出を手がけることもあり、日本車の宣伝用フィルムや2012年の夏季オリンピック候補地であったパリのプレゼンテーション用のビデオも製作している。
2001年1月にヨーロッパ・コープを立ち上げた。また、同年9月にアスミック・エースエンタテインメント、角川書店、住友商事、シネマゲートと共同出資して日本法人ヨーロッパ・コープ ジャパンを設立した。
監督業についてはかねてから10作品程度で引退することを公言しており、2006年9月には『アーサーとミニモイの不思議な国』三部作をもって監督業を引退することを発表。同作の日本公開に伴うPR活動で2007年6月に来日した際も引退を宣言した。しかし、2010年公開の『アデル/ファラオと復活の秘薬』では再び監督を務め、プロモーション中のインタビューにて引退宣言を撤回した。
作風は『レオン』『ニキータ』のようなハードボイルド・アクションから『フィフス・エレメント』のような明朗快活な冒険活劇、『ジャンヌ・ダルク』のような独自の解釈による歴史巨編まで幅広いが、他国ではB級アクションとして宣伝された製作脚本作品『WASABI』『キス・オブ・ザ・ドラゴン』が、日本では『レオン』のようなハードな作品であるかのような宣伝がなされたこともあった。なお、『レオン』『ニキータ』のような暴力的な作風は当時フランスで起こったバブル経済へのアンチテーゼとして描かれたもので、2008年以降の世界的な不況下においては、誰にでも気軽に楽しめる愉快な作品を目指している。
女性を主人公にしたり、女性を物語の軸にすることが多く、彼自身女性について「特徴の違うお互いに必要な相手として認め合うべき」と語っている。

## 疑惑
27歳のとある女優がパリのホテルでベッソンに薬を盛られてレイプされたと訴え、フランスの警察が捜査を始めたことが報道された。ベッソンは弁護士を通し、「リュック・ベッソンは断固としてこのでたらめな言いがかりを否定します」と容疑を否定。被害者とされる女優の名前は公表されていないが、「彼が知っている人です。決してその人に対して不適切な振る舞いを行ったことはありません」とのこと。

## 主な作品

### 監督作品
| 年   | 題名                                                                        | 備考       |
| ---- | --------------------------------------------------------------------------- | ---------- |
| 1981 | 最後から2番目の男 L'avant dernier                                           | 短編       |
| 1983 | 最後の戦い Le Dernier combat                                                |            |
| 1984 | サブウェイ Subway                                                           |            |
| 1988 | グラン・ブルー Le Grand bleu                                                |            |
| 1990 | ニキータ Nikita                                                             |            |
| 1991 | アトランティス Atlantis                                                     |            |
| 1994 | レオン Leon                                                                 |            |
| 1997 | フィフス・エレメント The Fifth Element                                      |            |
| 1999 | ジャンヌ・ダルク The Messenger: The Story of Joan of Arc                    |            |
| 2005 | アンジェラ Angel-A                                                          |            |
| 2006 | アーサーとミニモイの不思議な国 Arthur et les Minimoys                       |            |
| 2009 | アーサーと魔王マルタザールの逆襲 Arthur et la vengeance de Maltazard        |            |
| 2010 | アデル/ファラオと復活の秘薬 Les aventures extraordinaires d'Adèle Blanc-Sec |            |
| 2010 | アーサーとふたつの世界の決戦 Arthur et la guerre des deux mondes            | 日本未公開 |
| 2011 | The Lady アウンサンスーチー ひき裂かれた愛 The Lady                         |            |
| 2013 | マラヴィータ The Family / Malavita                                          |            |
| 2014 | LUCY/ルーシー Lucy                                                          |            |
| 2017 | ヴァレリアン 千の惑星の救世主 Valerian and the City of a Thousand Planets   |            |
| 2019 | ANNA/アナ Anna                                                              |            |
| 2023 | DOGMAN ドッグマン Dogman                                                    |            |
| TBA  | Dracula - A Love Tale                                                       |            |

### 製作および脚本作品
| 年   | 題名                                                                                      | 備考       |
| ---- | ----------------------------------------------------------------------------------------- | ---------- |
| 1986 | 神風 Kamikaze                                                                             |            |
| 1997 | TAXi Taxi                                                                                 |            |
| 1999 | ダンサー The Dancer                                                                       |            |
| 2000 | TAXi2 Taxi 2                                                                              |            |
| 2001 | WASABI Wasabi                                                                             |            |
| 2001 | YAMAKASI Yamakasi                                                                         |            |
| 2001 | キス・オブ・ザ・ドラゴン Kiss of the Dragon                                               |            |
| 2002 | トランスポーター The Transporter                                                          |            |
| 2003 | TAXi3 Taxi 3                                                                              |            |
| 2003 | 花咲ける騎士道 Fanfan la tulipe                                                           |            |
| 2003 | ミシェル・ヴァイヨン Michel Vaillant                                                      |            |
| 2004 | クリムゾン・リバー2 黙示録の天使たち Les Rivières pourpres II - Les anges de l'apocalypse |            |
| 2004 | アルティメット Banlieue 13                                                                |            |
| 2005 | リボルバー Revolver                                                                       |            |
| 2005 | ダニー・ザ・ドッグ Danny the Dog                                                          |            |
| 2005 | トランスポーター2 Transporter 2                                                           |            |
| 2006 | バンディダス Bandidas                                                                     | 日本未公開 |
| 2007 | TAXi4 Taxi 4                                                                              |            |
| 2008 | トランスポーター3 アンリミテッド Transporter 3                                            |            |
| 2008 | 96時間 Taken                                                                              |            |
| 2009 | アルティメット2 マッスル・ネバー・ダイ Banlieue 13 - Ultimatum                            |            |
| 2011 | コロンビアーナ Colombiana                                                                 |            |
| 2012 | 96時間/リベンジ Taken 2                                                                   |            |
| 2012 | ロックアウト Lockout                                                                      |            |
| 2012 | ブラインドマン その調律は暗殺の調べ A L'aveugle                                           |            |
| 2013 | (ほとんど)チャーミングな王子 Un prince (presque) charmant                                 |            |
| 2014 | ラストミッション 3 Days to Kill                                                           |            |
| 2014 | フルスロットル Brick Mansions                                                             |            |
| 2015 | 96時間/レクイエム Taken 3                                                                 |            |
| 2015 | トランスポーター イグニション The Transporter Refueled                                    |            |
| 2016 | ウォリアー・ゲート 時空を超えた騎士 The Warriors Gate                                     |            |
| 2017 | ネイビーシールズ ナチスの金塊を奪還せよ! Renegades                                        |            |
| 2018 | TAXi ダイヤモンド・ミッション Taxi 5                                                      |            |
| 2024 | ドライブ・クレイジー:タイペイ・ミッション Weekend in Taipei                               |            |

### 製作・製作総指揮のみの作品
| 年   | 題名                                                                          | 備考 |
| ---- | ----------------------------------------------------------------------------- | ---- |
| 1991 | つめたく冷えた月 Lune froide                                                  |      |
| 1993 | シルガ L' Enfant Lion                                                         |      |
| 1995 | ボクサー/最後の挑戦 Les Truffes                                               |      |
| 1997 | ニル・バイ・マウス Nil by Mouth                                               |      |
| 2000 | EXIT イグジット Exit                                                          |      |
| 2002 | ラ・タービュランス La Turbulence Des Fluides                                  |      |
| 2004 | TAXI NY Taxi                                                                  |      |
| 2005 | アイ・アム・キューブリック! Colour Me Kubrick: A True...Ish Story             |      |
| 2005 | メルキアデス・エストラーダの3度の埋葬 The Three Burials of Melquiades Estrada |      |
| 2006 | 私の婚活恋愛術 Love and Other Disasters                                       |      |
| 2006 | 唇を閉ざせ Ne Le Dis A Personne                                               |      |
| 2007 | ヒットマン Hitman                                                             |      |
| 2007 | 秘密 THE SECRET The Secret                                                    |      |
| 2009 | ニューヨーク、狼たちの野望 Staten Island                                      |      |
| 2009 | HOME 空から見た地球 HOME                                                      |      |
| 2009 | フィリップ、きみを愛してる! I Love You Philip Morris                          |      |
| 2010 | バレッツ L'immortel                                                           |      |
| 2011 | ハイドアウト La Planque                                                       |      |
| 2011 | モンスター・イン・パリ 響け!僕らの歌声 Un Monstre A Paris                     |      |
| 2013 | インターセクション Intersection                                               |      |
| 2014 | ミッション・ワイルド The Homesman                                             |      |
| 2018 | 潜水艦クルスクの生存者たち Kursk                                              |      |

### その他の作品
| 年   | 題名                                    | 備考 |
| ---- | --------------------------------------- | ---- |
| 1993 | アサシン The Assassin                   | 原作 |
| 2010 | パリより愛をこめて From Paris with Love | 原案 |

### テレビドラマ
| 年        | 題名                                                  | 備考                       |
| --------- | ----------------------------------------------------- | -------------------------- |
| 1997-2001 | ニキータ La Femme Nikita                              | 企画・原案                 |
| 2012-2014 | トランスポーター ザ・シリーズ Transporter: The Series | キャラクター創造           |
| 2012-2015 | リュック・ベッソン ノーリミット No Limit              | 企画・製作総指揮           |
| 2014      | TAXI ブルックリン Taxi Brooklyn                       | 原案                       |
| 2017-2018 | 96時間 ザ・シリーズ Taken                             | 製作総指揮・オリジナル原案 |

### ミュージックビデオ
| 年   | アーティスト名         | 題名                |
| ---- | ---------------------- | ------------------- |
| 1983 | イザベル・アジャーニ   | Pull Marine         |
| 1988 | セルジュ・ゲンズブール | Mon Légionnaire     |
| 1993 | ミレーヌ・ファルメール | Que mon coeur lâche |
| 2003 | マドンナ               | Love Profusion      |

### CM
| 年   | 会社名 | 品名     | 備考                                       |
| ---- | ------ | -------- | ------------------------------------------ |
| 2003 | マツダ | アテンザ | インターネットでショートフィルムの同時公開 |